# Нововасилівка (Генічеський район)
Нововаси́лівка — село в Україні, в Іванівській селищній громаді
Генічеського району Херсонської області. Населення становить 826 осіб.

## Географія
Центр сільської ради, розташоване за 8 км від адміністративного центру громади, в минулому — районного центру Іванівка і за 45 км від залізничної станції Партизани на лінії Мелітополь — Джанкой.

## Історія
Село було засноване в 1909 році. Більша частина села до революції була бідняцько-середняцькою. Селяни жили різними господарствами, кожен жив і господарював індивідуально. Дворів — 200, населення — 705 чоловік. Сільській раді були підпорядковані села на віддалі 2–5 км: Захарівка, Протасівка, Гаврилівка, Сокологорне, Григорівка, Гордіївка, Новоіванівка та Подове, які пізніше були приєднані до Нововасилівки.
На території села у 80-х роках функціонував колгосп «Жовтнева Перемога», за яким було закріплено 4,5 тисяч га землі. В селі розвивалися ланки рослинництва, тваринництва та механізації. В колгоспі були створені колективи механізаторів та шоферів, головних спеціалістів та спеціалістів середньої ланки. Виробничий напрям господарства — вирощування зернових культур і м'ясо-молочне тваринництво.
12 червня 2020 року, відповідно до розпорядження Кабінету Міністрів України № 713-р «Про визначення адміністративних центрів та затвердження територій територіальних громад Запорізької області», увійшло до складу Іванівської селищної громади.
17 липня 2020 року, в результаті адміністративно-територіальної реформи та ліквідації Іванівського району, село увійшло до складу Генічеського району.
В селі є навчально-виховний комплекс, до якого входить дошкільний підрозділ «Сонечко», загальна кількість вихованців становить 92.
24 лютого 2022 року село тимчасово окуповане російськими військами під час російсько-української війни.

## Населення
Згідно з переписом УРСР 1989 року чисельність наявного населення села становила 948 осіб, з яких 450 чоловіків та 498 жінок.
За переписом населення України 2001 року в селі мешкало 815 осіб.

### Мова
Розподіл населення за рідною мовою за даними перепису 2001 року:
| Мова       | Відсоток |
| ---------- | -------- |
| українська | 92,25 %  |
| російська  | 4,24 %   |
| вірменська | 2,06 %   |
| білоруська | 0,12 %   |
| інші       | 1,33 %   |

## Відомі люди

### Учасники АТО
Перепелко С.А., Понурко А.А., Гришечкін О.Є., Медведовський О,С. Логвиненко С.М., Байрамов Е., Басов В.М.

## Пам'ятки
На території села знаходиться Меморіальний комплекс «Братська могила», який був споруджений у 1973 році, Пам'ятний знак жертвам Голодомору 1932–1933 років (2008), капличка (2011). В адміністративній будівлі знаходиться відділення зв'язку, у приміщенні Будинку культури знаходиться бібліотека. Окреме приміщення виділене під ФАП.
При в'їзді в село з двох сторін поставлено у 2010 році хрести-обереги.

## Галерея

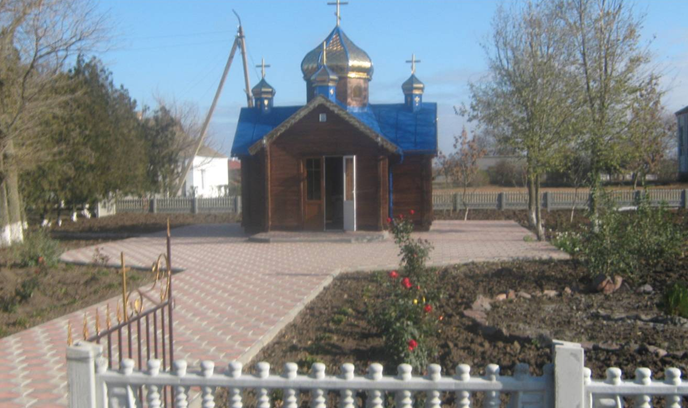
Сільська капличка
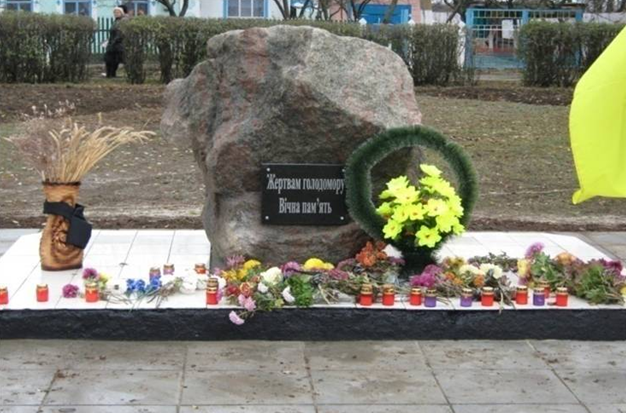
Пам'ятний знак жертвам Голодомору 1932–1933 років
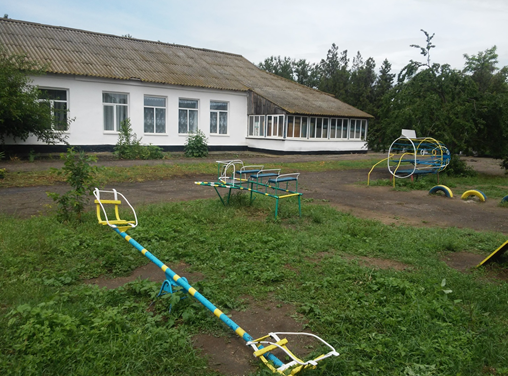
Дошкільний підрозділ «Сонечко»
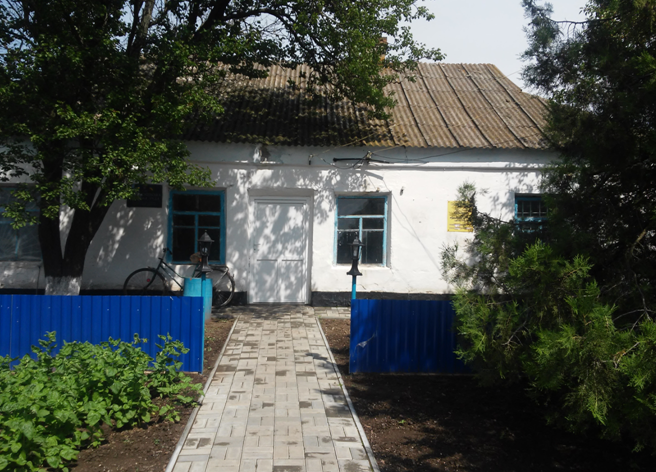
Адміністративна будівля
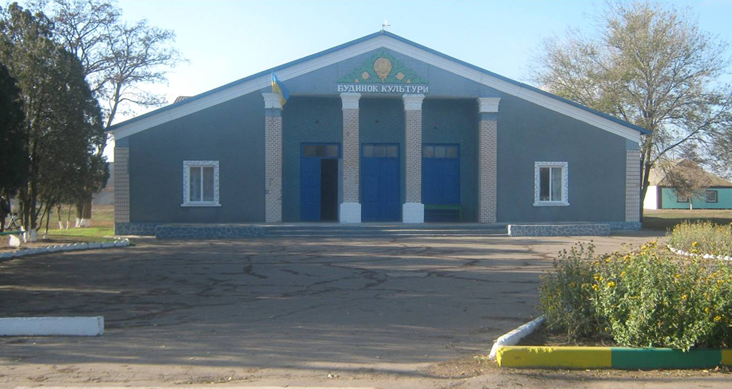
Сільський будинок культури
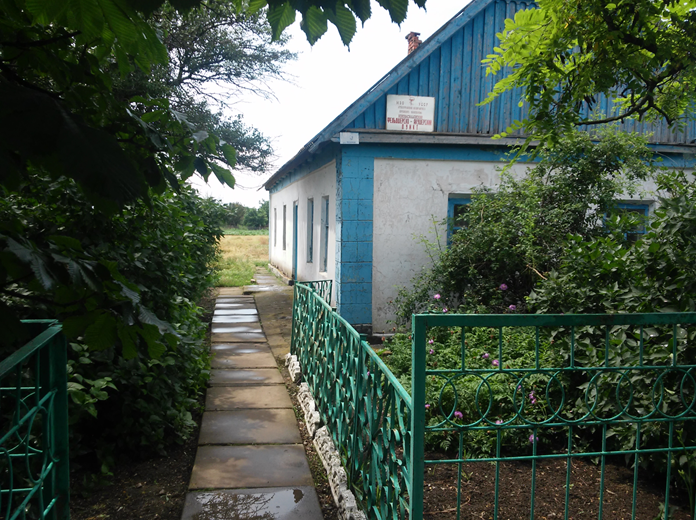
Фельдшерсько-акушерський пункт